# Gladys Adda
Pour les articles homonymes, voir Adda (homonymie).
Gladys Adda, née Scialom le 2 juin 1921 à Gabès et morte en 1995, est une féministe et militante indépendantiste tunisienne.

## Biographie
Elle suit une éducation poussée de la part de professeurs européens. À l'âge de quinze ans, elle doit épouser un homme de sept ans son aîné, avec qui elle demande le divorce sept ans plus tard.
Pendant la Seconde Guerre mondiale, elle distribue des pamphlets contre les forces nazies qui occupent la Tunisie.
En 1944, elle rencontre et épouse Georges Adda. La même année, elle fonde l'Union des femmes de Tunisie (UFT) avec Neila Haddad et Gilda Khiari. L'organisation est associée au Parti communiste tunisien et dirigée par la militante musulmane Nabiha Ben Miled. Elle pousse à l'ouverture de cliniques gratuites pour les femmes et d'écoles ouvertes aux enfants et aux adultes, pour ne pas être obligé de passer par l'éducation organisée par les colons français.
Son mari Georges est emprisonné dans les années 1950 en tant que dissident indépendantiste. En 1956, avec l'indépendance de la Tunisie, elle étend l'action de l'UFT aux indépendantistes algériennes.
Elle meurt en 1995 et repose au Cimetière du Borgel de Tunis auprès de son époux Georges Adda.
Elle est la mère de l'homme de télévision français Serge Adda dont le père est Georges Adda ainsi que la grand-mère du comédien Karim Adda.